# I'll Take the Rain
I'll Take the Rain è un brano della band alternative rock R.E.M.. La canzone è il terzo ed ultimo singolo estratto da Reveal, dodicesimo album del gruppo statunitense, pubblicato nel 2001.

## Tracce

### CD: Warner W573CD (UK)
1. "I'll Take the Rain"
2. "I've Been High" (live video)1
3. "She Just Wants To Be" (live)2

### CD: Warner W573CDX (UK)
1. "I'll Take the Rain"
2. "32 Chord Song" 3
3. "I've Been High" (live video)1

### CD: Warner 9362-42416-2 (EU)
1. "I'll Take the Rain"
2. "She Just Wants To Be" (live)2
3. "I've Been High" (live)1
4. "I've Been High" (live video)1

## Classifiche
| Classifica (2001) | Posizione massima |
| ----------------- | ----------------- |
| Regno Unito       | 44                |